# Collection (альбом 2NE1)
| Оценки критиков     | Оценки критиков |
| Источник            | Оценка          |
| ------------------- | --------------- |
| Rolling Stone Japan | [ 1 ]           |

Collection — студийный альбом корейской поп-группы 2NE1, изданный специально для Японии 28 марта 2012 года.

## Информация об альбоме
Альбом вышел в четырёх различных изданиях. В качестве первого сингла в Японии была выбрана песня «Go Away». Сингл вышел в продажу 16 ноября 2011 года и добрался до 12 места в хит-параде Oricon. Далее, в один день с выходом альбома, был выпущен сингл «Scream». В качестве би-сайда была выбрана песня «Fire». Сингл дебютировал на 7 месте хит-парада Oricon. «Scream» стала первой песней группы, изначально записанной на японском языке. В альбом вошла исполненная на английском языке кавер-версия песни Мадонны «Like a Virgin» и кавер-версия песни «She's So (Outta Control)» японского дуэта	 m-flo.

## Список композиций
| №                   | Название                                      | Текст песни                           | Музыка                  | Длительность |
| ------------------- | --------------------------------------------- | ------------------------------------- | ----------------------- | ------------ |
| 1.                  | «Fire»                                        | Teddy, Sunny Boy                      | Teddy                   | 3:45         |
| 2.                  | «Scream»                                      | Teddy, Verbal (m-flo)                 | Teddy, Dee.P            | 3:42         |
| 3.                  | «Go Away»                                     | Teddy, Shoko Fujibayashi, Sunny Boy   | Teddy                   | 3:39         |
| 4.                  | «Follow Me»                                   | Teddy, Kenn Kato                      | Teddy                   | 3:08         |
| 5.                  | «I Don’t Care»                                | Teddy, E.Knock, Rina Moon, Sunny Boy  | Teddy, E.Knock          | 4:00         |
| 6.                  | «I Am the Best»                               | Teddy, 17J                            | Teddy                   | 3:31         |
| 7.                  | «It Hurts»                                    | E.Knock, Tatsuji Ueda                 | E.Knock, Sunwoo Jeong A | 4:16         |
| 8.                  | «Clap Your Hands»                             | E.Knock, Sunny Boy                    | E.Knock                 | 3:42         |
| 9.                  | «Love is Ouch»                                | Masta Wu, Ritsuko Tanifuji, Sunny Boy | Choice37, Big Tone      | 3:53         |
| 10.                 | «Ugly»                                        | Teddy, Kenn Kato                      | Teddy, Lydia Paek       | 4:09         |
| 11.                 | «Like a Virgin» (Madonna cover) (Bonus track) | Tom Kelly, Billy Steinberg            |                         | 4:14         |
| Общая длительность: | Общая длительность:                           | Общая длительность:                   | Общая длительность:     | 41:51        |

| №                   | Название                               | Текст песни         | Музыка              | Длительность |
| ------------------- | -------------------------------------- | ------------------- | ------------------- | ------------ |
| 11.                 | «She's So (Outta Control)» (BFM Remix) | m-flo & Minami      | m-flo & Minami      | 3:45         |
| Общая длительность: | Общая длительность:                    | Общая длительность: | Общая длительность: | 46:57        |

| №  | Название        | Длительность |
| -- | --------------- | ------------ |
| 1. | «Scream»        |              |
| 2. | «I Am the Best» |              |
| 3. | «Ugly»          |              |
| 4. | «Hate You»      |              |
| 5. | «Lonely»        |              |
| 6. | «Go Away»       |              |

| №  | Название                         | Длительность |
| -- | -------------------------------- | ------------ |
| 1. | «Fire» (Space version)           |              |
| 2. | «Fire» (Street version)          |              |
| 3. | «I Don't Care»                   |              |
| 4. | «Follow Me»                      |              |
| 5. | «Clap Your Hands»                |              |
| 6. | «It Hurts»                       |              |
| 7. | «Can't Nobody» (English version) |              |

- Треки 1-10 исполнены на японском. «Like a Virgin» исполнена на английском. «She’s So (Outta Control)» — кавер-версия песни японской группы m-flo.

## Чарты
| Oricon       | №  | Старт продаж | Продаж | Кол-во недель в чарте |
| ------------ | -- | ------------ | ------ | --------------------- |
| Ежедневный   | 4  | 8 588        | 40 775 | 14                    |
| Еженедельный | 5  | 22 224       | 40 775 | 14                    |
| Ежемесячный  | 22 | 27 404       | 40 775 | 14                    |

## Хронология издания
| Страна | Дата          | Формат                   | Лейбл          |
| ------ | ------------- | ------------------------ | -------------- |
| Япония | 28 марта 2012 | цифровая дистрибуция, CD | YGEX Avex Trax |